# (6593) 1986 UV
(6593) 1986 UV (1986 UV, 1981 RO4, 1990 RZ5) — астероїд головного поясу.
Тіссеранів параметр щодо Юпітера — 3,339.